# Apolós Musín-Pushkin
Conde Apolós Apolósovich Musín-Pushkin (en cirílico  Аполло́с Аполло́сович Муси́н-Пу́шкин (nació el 17 de febrero de 1760 – falleció el 18 de abril de 1805), fue un químico, botánico ruso y recolector de plantas. Dirigió una expedición botánica al Cáucaso en 1802. Fue procurador de la Universidad de San petersburgo.
En 1797, Musín-Pushkin inventó y desarrolló un nuevo método de refinación y procesado de platino, realizando además numerosas experiencias con amalgamas de platino.

## Algunas publicaciones
- 1800. Catalogus Plantarum. 8 pp

## Honores
En 1797, fue elegido miembro extranjero de la Real Academia de las Ciencias de Suecia.

### Epónimos
- (Hyacinthaceae) Puschkinia Adams[2]

- La abreviatura «Muss.Puschk.» se emplea para indicar a Apolós Musín-Pushkin como autoridad en la descripción y clasificación científica de los vegetales.[3]